# グリッドリー・ブライアント
グリッドリー・ブライアント（英語: Gridley Bryant、1789年 - 1867年6月13日）は、アメリカ合衆国で最初の商用鉄道を建設し、それに関する基本的な技術のほとんどを発明した、アメリカ合衆国の建設技術者である。彼の息子のグリッドリー・ジェームズ・フォックス・ブライアントは、19世紀の有名な建築家であった。

## 生涯
ブライアントは1823年に可搬式のデリックを発明し、すぐに優れた建築技術者であるとの評判を得た。彼はマサチューセッツ州ボストンに第二合衆国銀行の建物を、マサチューセッツ州チャールズタウンにバンカーヒル記念塔を建設する契約を任された。これらのプロジェクトに必要とされる花崗岩をクインシーの採石場から建設現場へ輸送する方法を検討して彼は、当時まだ計画段階であったリバプール・アンド・マンチェスター鉄道に似た鉄道による方法が最良であると結論した。州議会はしぶしぶながら、バンカーヒル記念塔の監督であるトーマス・ハンダシド・パーキンスを主な出資者で過半の株主とすることで、ブライアントに鉄道の建設を認めることになった。このアメリカ合衆国でも最初期の鉄道であるグラニット鉄道は、1826年4月1日に着工され、最初の列車が1826年10月7日に運転を開始した。
鉄道は本質的に新しい技術であったため、ブライアントは鉄道のほとんどの側面について設計しなければならなかった。車両（4輪および8輪）、線路、分岐器、車輪、転車台、および積み荷の積み替え設備などである。ブライアントは、イングランドの鉄道で既に用いられていたものと似たような技術を採用したが、より重く集中した荷重に耐えられるように、そして3フィート（約0.9 m）の深さに及ぶ冬期の土壌凍結に耐えられるように設計を変更した。ブライアントのグラニット鉄道とリバプール・アンド・マンチェスター鉄道の唯一の本質的な違いは動力にあった。ブライアントは列車を動かすためにウマと重力を用いていたが、リバプール・アンド・マンチェスター鉄道は蒸気機関車を採用していたのである。彼は機械類すべての設計と製造を行ったものの、どれについても特許を出願しなかった。1834年にロス・ワイナンズがブライアントが既に発明していた8輪の車両の設計についての特許を出願した。ブライアントはボルチモア・アンド・オハイオ鉄道がワイナンズの特許を無効化しようとした際に専門家の証人として呼ばれることになった。